# Vụ tấn công Kabul tháng 5 năm 2017
Ngày 31 tháng 5 năm 2017, một quả bom xe phát nổ tại một ngã tư chật hẹp tại Kabul gần đại sứ quán Đức vào khoảng thời gian 08:25 giờ địa phương vào giờ cao điểm, giết chết hơn 90 người và làm bị thương 463, chủ yếu là dân thường và phá hủy một số tòa nhà trong đại sứ quán. Khu vực ngoại giao mà cuộc tấn công diễn ra - là một trong những khu vực được củng cố nhất trong thành phố, với những bức tường cao 3 mét (10 ft), và cần phải đi qua một số trạm kiểm soát. Vụ nổ tạo ra một miệng núi lửa rộng khoảng 4,5 mét và sâu 3-4 mét (9,8-13,1 ft)  Không có nhóm nào nhận trách nhiệm, nhưng Taliban Afghanistan là một nghi phạm chính mặc dù họ đã phủ nhận đã dính dáng vào vụ này.

## Bối cảnh
Kabul được kiểm soát bởi Chính phủ Afghanistan do NATO hỗ trợ mặc dù cả Taliban và Hồi giáo đều có thể tiến hành các cuộc tấn công phá hoại đối với thủ đô trong những tháng trước đó.
Đề cập đến cuộc xung đột rộng lớn hơn, vào tháng 4, Taliban thông báo một cuộc tấn công mới, nói rằng trọng tâm chính của họ là các lực lượng nước ngoài. Hoa Kỳ đang cân nhắc đưa thêm quân tới Afghanistan để giúp ổn định đất nước.
Vào ngày 30 tháng 5 năm 2017, Haji Farid, một họ hàng thân thiết của Gulbuddin Hekmatyar, đã bị ám sát ở Peshawar, Pakistan bởi những tay súng không rõ. Taliban đã phủ nhận sự tham gia vào vụ ám sát. Hekmatyar và những người theo ông là chống lại sự hiện diện của người nước ngoài ở Afghanistan.

## Vụ tấn công
Một chiếc xe tải chân không đã được chứa đầy 1.500 kg vật liệu nổ và sau đó kích nổ. Vụ nổ xảy ra lúc 08:25 giờ địa phương, trong giờ cao điểm, tại một trong những khu vực bận rộn nhất của thành phố Kabul - gần Quảng trường Zanbaq gần đại sứ quán Đức. Ít nhất 90 người thiệt mạng và 400 người bị thương. Phần lớn nạn nhân là thường dân. Các tai nạn bao gồm một tài xế cho BBC News, một nhân viên của Tolo News, và một nhân viên an ninh Afghanistan cho đại sứ quán Đức.
Các thương tích đã được báo cáo trong số các cơ quan ngoại giao Nhật Bản và Đức. Các sứ quán khác nhau đã gây thiệt hại cho tòa nhà của họ.